# Oruza crocotoschema
Oruza crocotoschema är en fjärilsart som beskrevs av Turner 1936. Oruza crocotoschema ingår i släktet Oruza och familjen nattflyn. Inga underarter finns listade i Catalogue of Life.